# NGC 7643
NGC 7643 (również NGC 7644, PGC 71261 lub UGC 12563) – galaktyka spiralna (S?), znajdująca się w gwiazdozbiorze Pegaza.
Odkrył ją Édouard Jean-Marie Stephan 24 września 1873. 29 listopada 1886 prawdopodobnie obserwował ją też Lewis A. Swift, podał jednak błędną pozycję i w rezultacie uznał, że odkrył nowy obiekt. John Dreyer w swoim New General Catalogue skatalogował obserwację Stephana jako NGC 7643, a Swifta jako NGC 7644. Jeśli Swift faktycznie obserwował tę galaktykę, oznacza to, że popełnił błąd dokładnie dwóch stopni w deklinacji. Niektóre katalogi i bazy obiektów astronomicznych (np. SIMBAD) za obiekt NGC 7644 uznają galaktykę NGC 7651, leżącą minutę i 15 sekund czasowych na wschód od pozycji Swifta. Za kandydata na obiekt NGC 7644 niektórzy astronomowie uznają też inną, słabiej widoczną galaktykę, leżącą w pobliżu NGC 7651.